# Либерально-консервативная партия (Испания)
Либерально-консервативная партия (исп. Partido Liberal-Conservador, PLC, также называемая просто Консервативной партией) — правоцентристская либерально-консервативная партия, действовавшая в Испании с 1874 по 1931 годы. Партия была создана влиятельным политиком-монархистом Антонио Кановасом дель Кастильо в момент провала Первой республики и реставрации Бурбонов. Он собрал разнообразную группу людей: от сторонников королевы Изабеллы II, свергнутой в 1868 году, до членов Либерального союза.

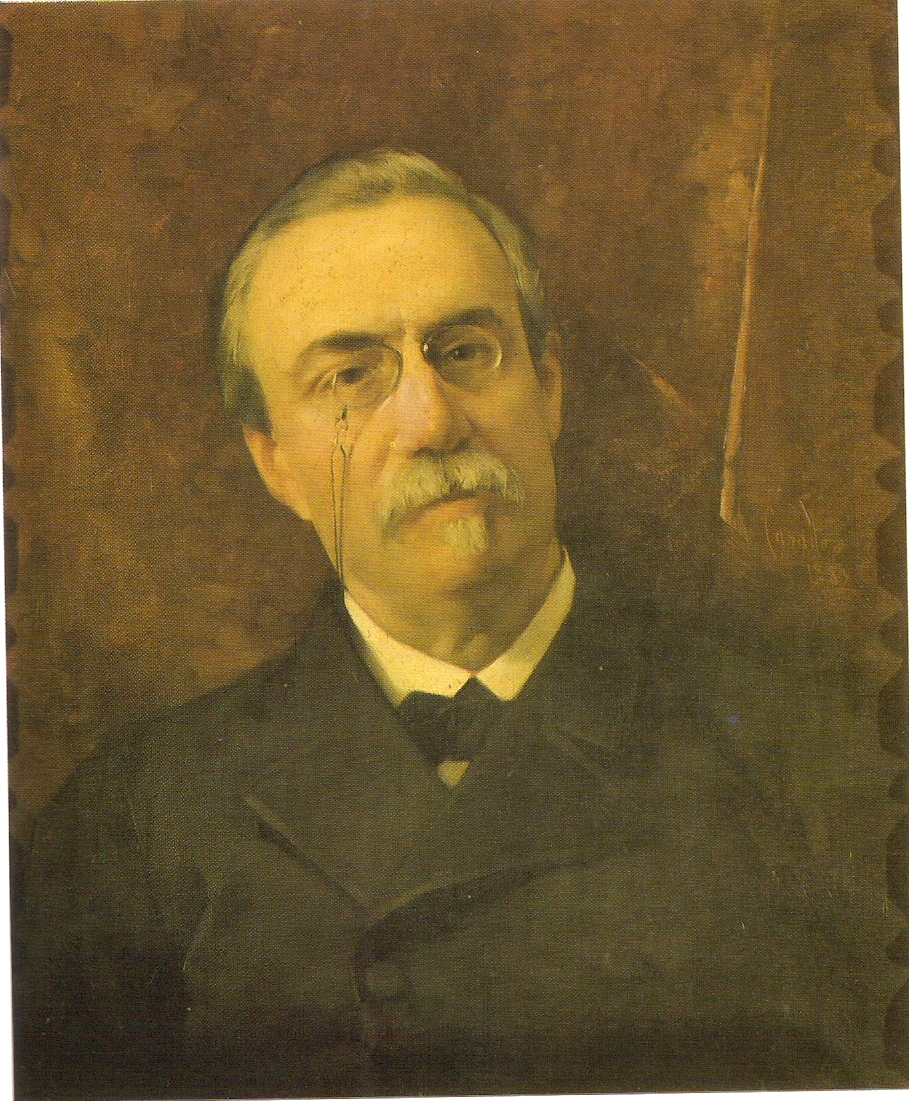
Антонио Кановас дель Кастильо, основатель и первый лидер Либерально-консервативной партии

## История

### Лидерство Кановаса
В 1876 году Антонио Кановас дель Кастильо создал партию названную Либерально-консервативная, включив в неё членов консервативной Умеренной партии и Либерального союза. С самого начала партия стала ведущей политической силой страны, выиграв выборы 1876 и 1879 годов. В выборную кампанию 1881 года Либерально-консервативная партия, находившаяся у власти пять лет подряд, вступила, испытывая серьёзные проблемы, в частности, её покинули ряд крупных политиков. В результате к власти пришли главные оппоненты консерваторов, Либеральная партия Пракседеса Матео Сагасты.
Впрочем, выборы 1881 года лишь формально носили характер конкурентных, на деле они были проведены в соответствии с незадолго до этого разработанным Кановасом планом «Мирный поворот» (исп. El Turno Pacífico). Согласно ему в Испании создавалась двухпартийная система, в рамках которой две «официальные» партии, правоцентристская Либерально-консервативная и левоцентристская Либеральная должны были по очереди сменять друг друга у власти, не допуская перерастания противоречий между ними в политический кризис, грозивший стране очередной гражданской войной. Выбор между партиями должен был делать король, после чего политикам предстояло оформить победу нужной партии. «Мирный поворот» полностью исключал возможности победы на выборах любых других партий. Это достигалось местными боссами, прозванными «касиками» (исп. caciques), как с помощью подкупа и давления на избирателей, так и путём фальсификации выборов. Таким образом, выборы 1881 года фактически стали лишь формальным оформлением перехода власти к Либеральной партии, на деле произошедшего ещё в феврале того же 1881 года.
Начиная с 1881 года «Мирный поворот» много лет обеспечивал стабильность политической системы Испании, пока в начале XX века не стал давать сбои из-за нарастания разногласий между основными партиями и растущей активности электората, всё больше склоняющегося в сторону реальной оппозиции.
В 1884 году с Либерально-консервативной партией объединился Католический союз.
24 ноября 1885 года, накануне ожидаемой смерти короля Альфонсо XII, Кановас от имени консерваторов и Сагаста от имени либералов подписали так называемый «Пакт Эль-Пардо» (исп. Pacto de El Pardo). Это соглашение предусматривало плавный переход власти от одной партии к другой с целью обеспечить стабильность режима, оказавшегося под угрозой из-за более чем вероятной скорой смерти монарха. 25 ноября 1885 года, за три дня до своего 28-летия, король умирает от туберкулёза и 27 ноября Кановас подаёт в отставку. В тот же день новым председателем Совета Министров Испании становится Сагаста. Не все в Либерально-консервативной партии одобрили соглашение. Влиятельный депутат Франсиско Ромеро Робледо, протестуя против передачи власти либералам, 15 декабря покидает партию, ссоздав вместе со своими сторонниками новую, Либерально-реформистскую партию (исп. Partido Liberal Reformista, PLR). Выборы 1886 года выиграла в соответствии с «Пактом Эль-Пардо» Либеральная партия.
В 1891 году в Испании вновь сменилась власть, на очередных выборах победу одержали консерваторы. Вскоре после этого Ромеро Робледо и его сторонники из Либерально-реформистской партии вернулись в ряды Либерально-консервативной партии. Во многом это стало причиной того, что в ноябре 1891 года министр внутренних дел Франсиско Сильвела-и-Ле Веллёз ушёл в отставку и сформировал новую партию, Консервативный союз.
8 августа 1897 года Антонио Кановас был убит итальянским анархистом Микеле Анджиолилло.

### Лидерство Сильвелы
После убийства Кановаса во главе партии стал Франсиско Сильвела и две консервативные партии начали процесс воссоединения. В то же время не все захотели признавать лидерство Сильвелы. В партии произошёл новый раскол, её покинули сторонники герцога Тетуанского Карлоса О'Доннелла (в историографии известны как консерваторы-тетуанисты) и последователи Ромеро Робледо, возродившего Либерально-реформистскую партию.
4 марта 1899 года Сильвела стал новым председателем Совета министров при поддержке Консервативного союза, Либерально-консервативной партии и независимых депутатов. 16 апреля Консервативный союз, по спискам которого баллотировались также члены Либерально-консервативной партии, выиграл выборы. В октябре 1900 года Сильвела уходит в отставку из-за своей оппозиции к предстоящей свадьбе принцессы Астурийской Марии де лас Мерседес, старшей дочери покойного короля Альфонсо XII и наследницы испанского трона вслед за своим братом Альфонсо XIII, с Карлосом Бурбон-Сицилийским, принцем из свергнутого дома Обеих Сицилий.
В конце 1890-х годов в Либеральной партии произошёл раскол, в результате которого её покинул со своими сторонниками Херман Хамасо-и-Кальво, ранее четыре раза занимавший в либеральных кабинетах посты министра транспорта, министра заморских территорий и министра финансов, и создал свою партию, в историографии известной как либералы-хамасисты. В 1901 году, уже после выборов, выигранных Либеральной партией, Хамасо умирает. Либералы-хамасисты, которых после его смерти возглавил зять Хамасо (муж его сестры) Антонио Маура, в 1902 году присоединились к Либерально-консервативной партии.
В 1903 году фактически новая Либерально-консервативная партия, созданная в результате объединения консерваторов-сильвелистов и либералов-хамасистас во главе с Маура, выигрывает выборы.
Срок полномочий Конгресса депутатов 1903—1905 годов проходил под знаком ожесточённой борьбы внутри консервативного лагеря. 18 июля 1903 года Сильвела ушёл в отставку и 20 июля новым главой правительства стал его соратник Раймундо Фернандес Вильяверде. 6 декабря того же 1903 года новым премьер-министром стал другой видный деятель партии Антонио Маура. 16 декабря 1904 года его на посту главы Совета министров сменил консерватор Марсело Аскаррага и уже 27 января 1905 года правительство вновь возглавил Фернандес Вильяверде. В конце концов, борьба между «регенерационистами» во главе с Вильяверде и сторонниками «революции сверху» во главе с Мауро завершилась победой последних. 23 июня 1905 года Вильяверде был вынужден уйти в отставку с поста премьер-министра, покинуть Либерально-консервативную партию и начать формировать свою собственную партию. Впрочем, планам Вильяверде не суждено было сбыться, 15 июля 1905 года он умер. Чуть ранее, 29 мая, скончался Франсиско Сильвела.

### Лидерство Мауры

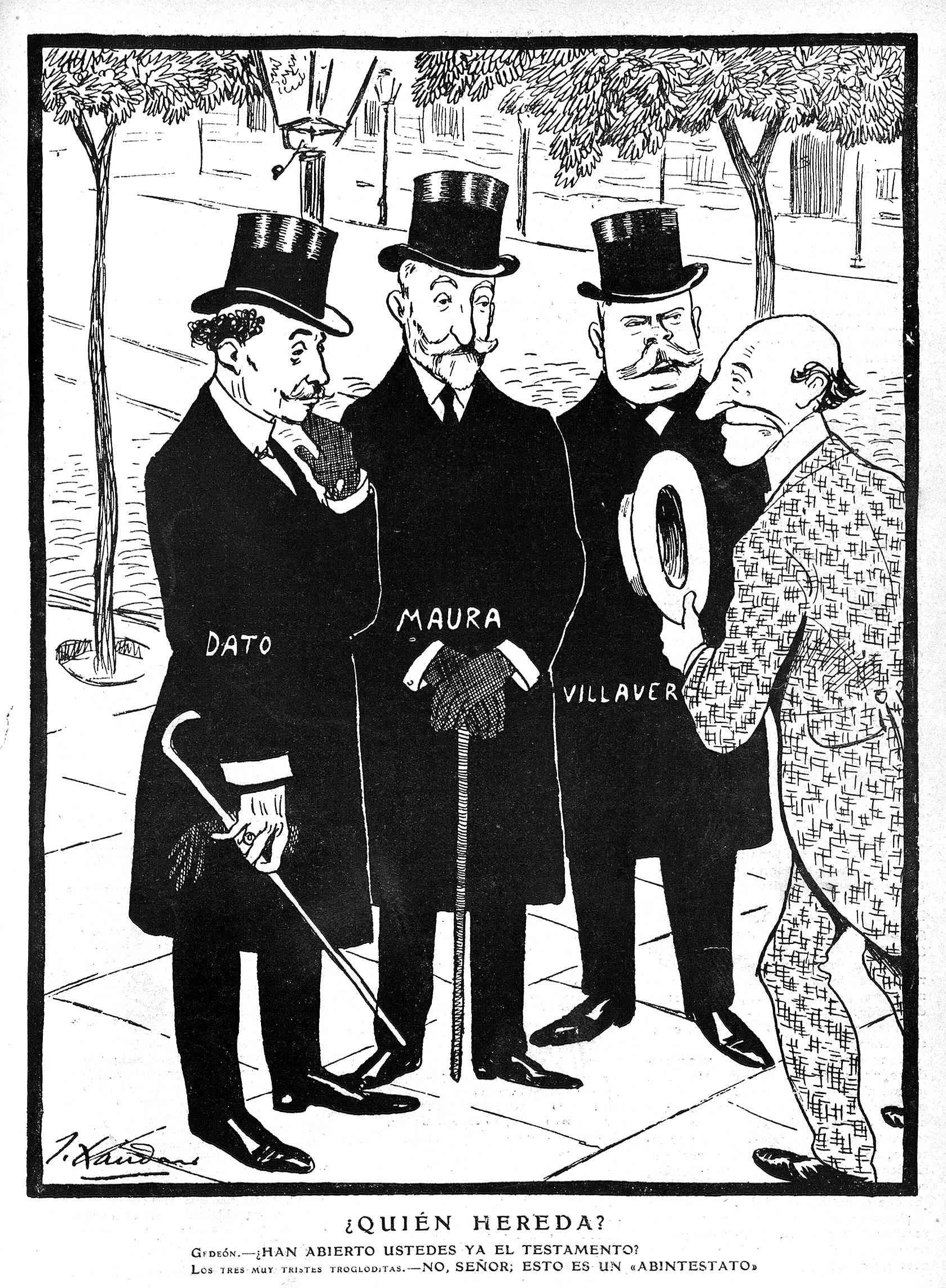
Карикатура на лидеров консерваторов Дато, Мауру и Фернандеса Вильяверде из журнала Gedéon (1905)

После смерти Сильвелы Консервативной партии вновь потребовался сильный и консенсусный лидер, найти которого в Испании с её системой «касиков», когда в каждом регионе доминирует своя местная политическая элита, было очень сложно. В результате новым лидером консерваторов стал бывший либерал Антонио Маура Монтанер, которого сам Сильвела назначил своим преемником. В общей сложности, Маура пять раз был премьер-министром Испании, в частности, возглавлял так называемое «длинное правительство» (с 25 января 1907 по 21 октября 1909 года).
Впервые Маура возглавил правительство ещё при жизни Сильвелы, в 1903 году. Затем он организовал первый официальный визит короля Альфонсо XIII в Барселону, который оказался успешным для монарха, хотя сам Маура был ранен в результате нападения. В 1904 году противостояние с королём привело к отставке Мауры. Он вернулся к власти в 1907 году, начав комплексную законодательную реформу, в рамках которой были разработаны новые законы о выборах, забастовках, воскресном отдыхе, создании Национального института страхования, модернизации военно-морского флота и о местном самоуправлении. Маура также способствовал сближению Испании с Францией и Англией.
На время его правления пришлась Испано-марокканская война 1909 года. Большие потери и необходимость увеличения воинского контингента в Марокко, вызванные разгромом испанской армии в каньоне Лобо, вынудило власти объявить новый призыв, что спровоцировало ряд антимилитаристских выступлений, самым крупным и кровавым из которых стала «Трагическая неделя» в Каталонии. В одной лишь Барселоне в ходе уличных боев погибло около 200 человек. После окончания восстания около 1700 человек было арестовано за участие в забастовке и восстании, 5 из них казнены, ещё 59 приговорены к пожизненному заключению. Среди казнённых оказался известный педагог, анархист и лидер антиклерикального движения Франциско Феррер Гуардия. Несмотря на то, что во время «Трагической недели» он находился в Англии, его обвинили в подстрекательстве к восстанию, и по приговору военного трибунала расстреляли, что вызвало волну протестов как в стране, так и за границей. Восстание в Каталонии в результате привело в октябре 1909 года к отставке кабинета Мауры, власть перешла в руки либералов. В 1913 году он оставил руководство партии.

### Лидерство Дато
В 1913 году Консервативную партию возглавил галисийский адвокат Эдуардо Дато Ирадьер. Его конфликт с Антонио Маура при формирования правительства привел к расколу партии на сторонников Дато («датистас») и приверженцев Мауро («мауристас»). Во многом этот раскол привёл к поражению консерваторов на выборах 1916 года. Всё же в следующем 1917 году Дато становится главой правительства, вскоре столкнувшись с серьёзными проблемами, в частности, в августе того же 1917 года ему пришлось подавлять всеобщую забастовку.
Первая мировая война, всеобщая забастовка 1917 года и революция в России привели к тому, что король Альфонсо XIII решил вновь прибегнуть к услугам опытного консервативного политика и в марте 1918 года предложил Маура возглавить правительство. Политику удалось сформировать «кабинет национальной концентрации», в который вошли не только «мауристы», но и «датистас» и члены Либеральной партии. Совет министров подготовил проект закона о восьмичасовом рабочем дне, но вскоре ушёл в отставку.
В период с 15 апреля 1919 года по 7 декабря 1922 года у власти поочерёдно сменилось 8 консервативных кабинетов во главе с 6 премьер-министрами, в том числе дважды во главе правительства вставал Маура. Дато также занимал пост главы правительства с 5 мая 1920, продолжив свою политику социального реформизма, одновременно применяя силовые меры для подавления анархистского террора в Барселоне. В этот период было создано Министерство труда, принят Закон о несчастных случаях на производстве, основан Институт Альфонсо XIII. Деятельность Дато прервалась 8 марта 1921 года, когда он был убит в Пуэрта-де-Алькала.

### Последние годы
Кабинет Хосе Санчеса Герры (8 марта 1922 — 7 декабря 1922) оказался последним в истории Либерально-консервативной партии. В сентябре 1923 года генерал Мигель Примо де Ривера осуществил военный переворот и установил режим личной диктатуры. Консервативная партия была вынуждена практически полностью свернуть политическую деятельность до 1930 года, когда она, уже после смерти диктатора, присоединилась к последнему монархическому правительству во главе с адмиралом Хуаном Баутиста Аснаром.
После восстановления демократии Консервативная партия оказалась в тяжёлом положении. Её прежние лидеры, Сильвела, Маура и Дато умерли; Санчес де Тока отказался от предложения Альфонсо XIII войти в правительство; ряд других политиков, таких как Мигель Маура и Сантьяго Альба, вступили в ряды консервативных республиканцев. Последний лидер партии, Хуан де ля Сьерва и Пеньяфьель, всеми средствами пытался избежать изгнания Альфонсо XIII, но безрезультатно. После ухода короля, он также отправился в изгнание во Францию, где он написал мемуары «Записки моей жизни» (исп. Notas de mi vida), которые были опубликованы уже после его смерти в 1938 году.

## Результаты на выборах
| Выборы                    | Мандаты    | +/–   | Лидер списка               | Примечания                                     |
| ------------------------- | ---------- | ----- | -------------------------- | ---------------------------------------------- |
| Парламентские выборы 1876 | 317 из 391 | —     | Антонио Кановас            |                                                |
| Парламентские выборы 1879 | 295 из 392 | ▼ 24  | Арсенио Мартинес де Кампос |                                                |
| Парламентские выборы 1881 | 62 из 392  | ▼ 231 | Антонио Кановас            |                                                |
| Парламентские выборы 1884 | 311 из 393 | ▲ 249 | Антонио Кановас            |                                                |
| Парламентские выборы 1886 | 83 из 395  | ▼ 228 | Антонио Кановас            |                                                |
| Парламентские выборы 1891 | 251 из 401 | ▲ 168 | Антонио Кановас            |                                                |
| Парламентские выборы 1893 | 70 из 401  | ▼ 181 | Антонио Кановас            |                                                |
| Парламентские выборы 1896 | 272 из 401 | ▲ 202 | Антонио Кановас            |                                                |
| Парламентские выборы 1898 | 82 из 401  | ▼ 190 | Франсиско Сильвела         | Считая депутатов от «сильвелистас»             |
| Парламентские выборы 1899 | 228 из 402 | ▲ 146 | Франсиско Сильвела         | Считая депутатов от «сильвелистас»             |
| Парламентские выборы 1901 | 84 из 402  | ▼ 144 | Франсиско Сильвела         |                                                |
| Парламентские выборы 1903 | 219 из 403 | ▲ 135 | Франсиско Сильвела         |                                                |
| Парламентские выборы 1905 | 100 из 404 | ▼ 119 | Антонио Маура              |                                                |
| Парламентские выборы 1907 | 249 из 404 | ▲ 149 | Антонио Маура              |                                                |
| Парламентские выборы 1910 | 115 из 404 | ▼ 134 | Антонио Маура              |                                                |
| Парламентские выборы 1914 | 215 из 408 | ▲ 100 | Эдуардо Дато               |                                                |
| Парламентские выборы 1916 | 105 из 409 | ▼ 110 | Эдуардо Дато               | Считая депутатов от «мауристас»                |
| Парламентские выборы 1918 | 153 из 409 | ▲ 48  | Эдуардо Дато               | Считая депутатов от «мауристас» и «сьервистас» |
| Парламентские выборы 1919 | 198 из 409 | ▲ 45  | Антонио Маура              | Считая депутатов от «мауристас» и «сьервистас» |
| Парламентские выборы 1920 | 221 из 437 | ▲ 23  | Эдуардо Дато               | Считая депутатов от «мауристас» и «сьервистас» |
| Парламентские выборы 1923 | 123 из 437 | ▼ 98  | Хосе Санчес Герра          | Считая депутатов от «мауристас» и «сьервистас» |